# Elbit Hermes 450
«Гермес 450» (англ. Hermes 450) — израильский многоцелевой разведывательный беспилотный летательный аппарат (БПЛА).
Разработан израильской компанией Silver Arrow, которая является дочерней фирмой компании Elbit Systems.

## Описание

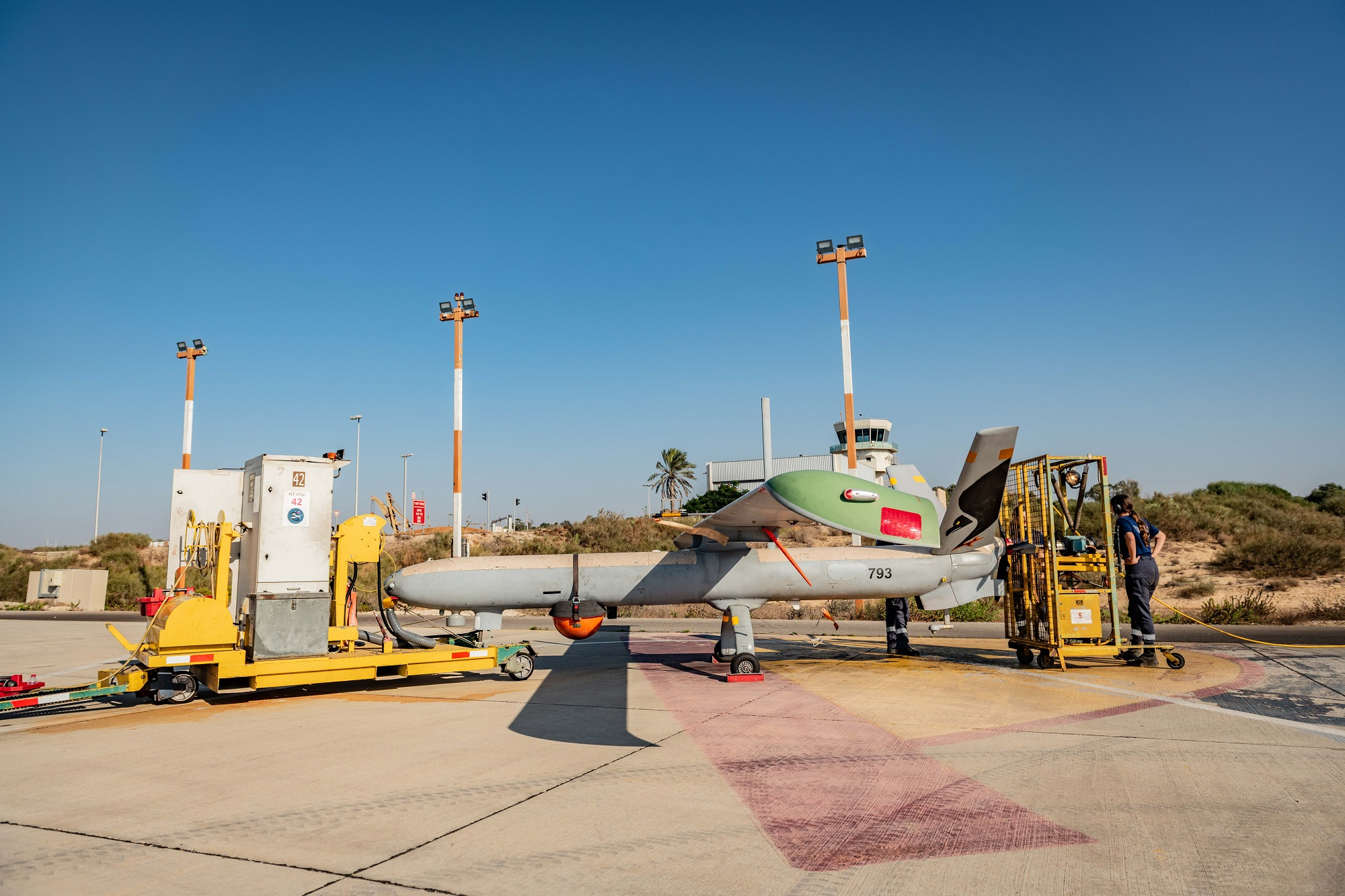
Техническое обслуживание Hermes-450

БПЛА полностью изготовлен из композитных материалов, что затрудняет его обнаружение средствами ПВО. Индекс «450» в названии модели означает максимальный взлётный вес аппарата — 450 кг, масса полезной нагрузки 150 кг. В двухдвигательном варианте два толкающих двигателя расположены в контейнерах под крыльями.
В однодвигательной версии 450S двигатель смонтирован в хвосте. Хвост V-образный (под углом 100º). Неубирающееся трёхколёсное шасси.
Однодвигательная модификация БПЛА была заказана Армией Обороны Израиля в 1997 году как замена для IAI Scout и используется до сих пор. Автопилот работает полностью автономно, используя приёмник GPS. В случае отказа системы GPS БПЛА переходит в режим отсчёта времени, что позволяет сохранить синхронизацию сигналов. Имеет два навигационных компьютера, два комплекта связного оборудования и избыточность других систем.
Управление полётом с помощью оператора нужно только при взлёте и приземлении (дополнительно доступна система DGPS которая позволяет осуществлять взлёт и посадку автоматически в модификации 450S). Аппарат оснащается электрооптическими, инфракрасным и лазерными датчиками, а также системой обмена данными, которая способна передавать изображение в режиме реального времени на наземные пункты управления. До настоящего времени аппараты данного типа комплектовались двигателями R802 мощностью 52 л. с.
В начале 2008 года Elbit Systems разработала новый роторно-поршневой двигатель для беспилотных летательных аппаратов Hermes 450 — R902(W). Масса нового двигателя — 40 килограмм, он имеет увеличенный объём камеры сгорания, что позволило повысить эффективную мощность до 70 лошадиных сил. Применение R902(W) позволит увеличить продолжительность полёта Hermes 450 более чем до 20 часов. Радиус действия аппарата с новой силовой установкой значительно превысит 200 км.
Так-же существует модификация Hermes 450 Zik (ивр. זיק‎, дословно искра) — данный БПЛА используется в разведке, целеуказании, ударам по позициям. Может нести до 4 ПТУР Spike.

## ЛТХ
- Макс. скорость: 176 км/ч
- Крейсерская скорость: 130 км/ч
- Боевой радиус: 200 км
- Продолжительность полета: 14 ч (20 ч у модификации 450S)
- Практический потолок: 6100 м
- Длина: 6,10 м
- Высота: 1,80 м
- Размах крыла: 10,50 м
- Площадь крыла: 8,20 м²
- Пустой: 200 кг
- Макс. взлётная: 450 кг
- Двигатели: 1 x ПД AR 801 мощностью 52 л.с. (R902(W) мощностью 70 л.с. у модификации 450S)

## На вооружении

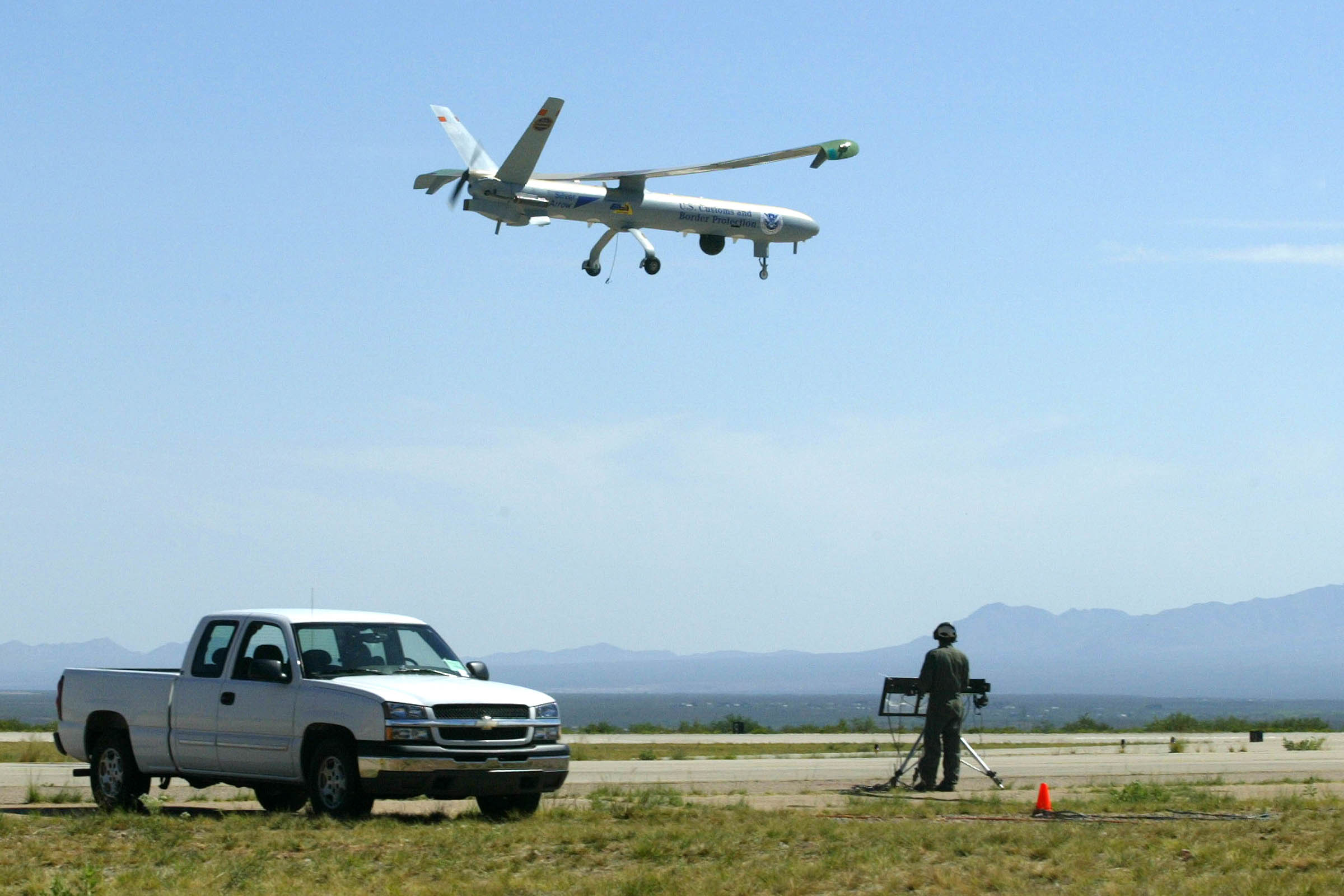
Hermes 450 Таможенно-пограничной службы США, 2004 год.

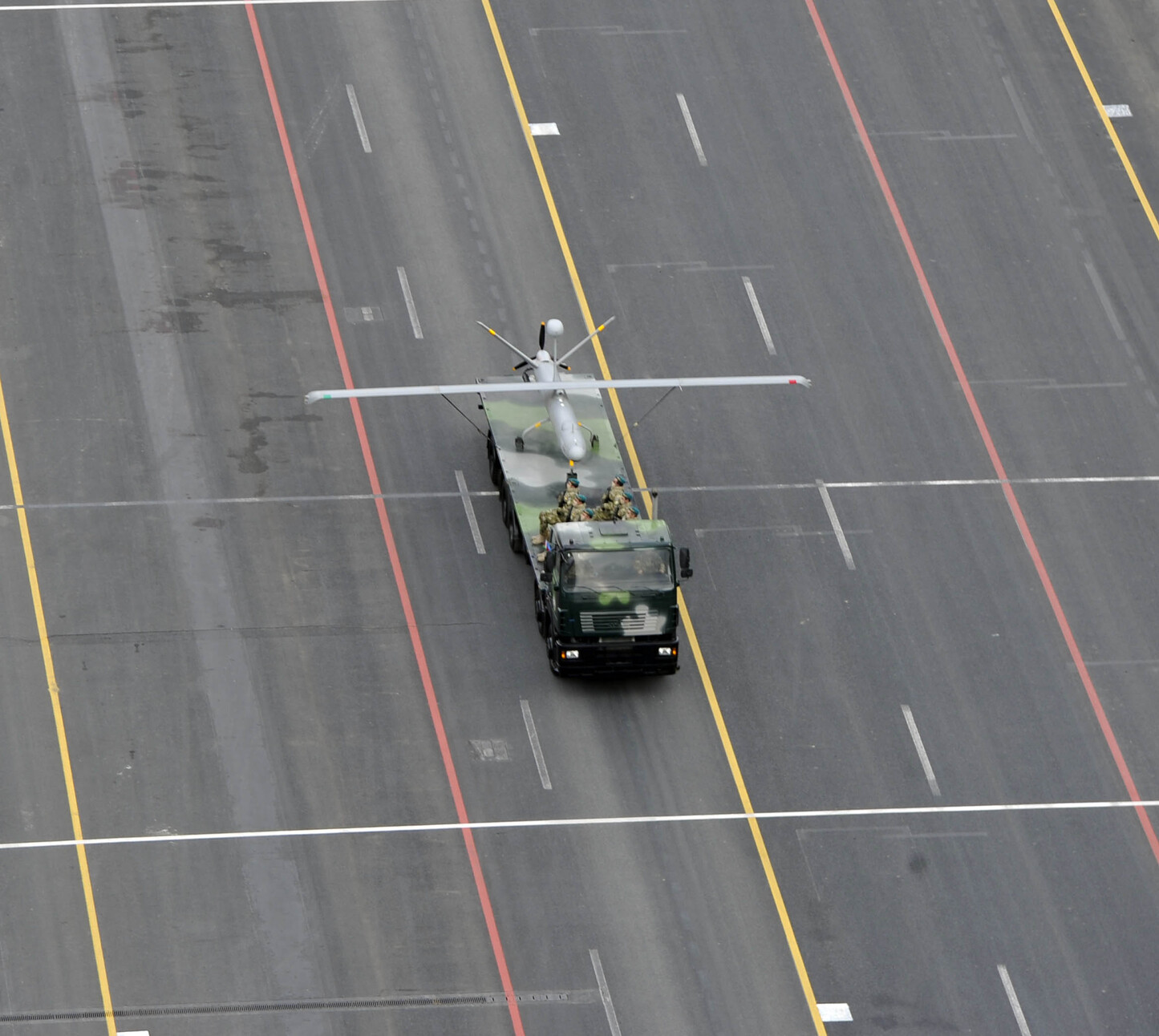
Состоящий на вооружении Азербайджана Hermes 450 на Параде Победы в Баку 10 декабря 2020 года

- Израиль — используется с 2000 года[1], 21 октября 2012 года разбился один «Hermes 450»[5]; 14 июля 2013 года ещё один БПЛА был потерян в результате технической неисправности[6]; ещё один «Hermes 450» был потерян 8 октября 2013[7]
- Азербайджан — закуплены в 2008 году,  по состоянию на 2012 год осталось 12 Hermes 450[8]
- Ботсвана — поступили на вооружение в начале 2000-х[1]
- Бразилия — 2 Hermes 450 были куплены в январе 2011 года[9][10]
- Великобритания — в середине 2007 года был заключен контракт о поставке БПЛА, обучении операторов и техническом обслуживании аппаратов на общую сумму 110 млн долларов[11]; британский контингент в Афганистане получил 20 «Hermes 450», из них, по состоянию на 15 декабря 2012 года было потеряно 11 аппаратов; по результатам этих потерь Министерство обороны приняло рекомендации отчета о «немедленных изменениях в подборе и обучении пилотов» и персонала, обслуживающего БПЛА[12], ещё один был потерян в Ираке[13].
- Грузия — в период до июня 2008 года из Израиля было получено 5 Hermes-450, два аппарата были сбиты — 18 марта 2008 года и 20 апреля 2008 года[14][15]
- Казахстан — наравне с БПЛА «Orbiter» входят в состав дивизионов РСЗО «Найза»
- Колумбия — 2 Hermes 450, по состоянию на ноябрь 2014 года[16]. В августе 2012 года был заключён контракт на поставку «Гермес-450»[17], в августе 2013 года командующий ВВС Колумбии сообщил, что заказан один БПЛА этого типа[18]
- Мексика[19]
- Сингапур — в мае 2007 подписано соглашение о покупке[20]
- США — БПЛА проходил испытания по программе «U.S. Department of Defense Joint Unmanned Aerial Vehicles Test and Evaluation Program»; позднее, в июне 2004 года в рамках проекта «Arizona Border Control Initiative» два БПЛА начало использовать подразделение пограничной службы штата Аризона[21][22][23].
- Хорватия — в 2006 году были заказаны и в 2007 году поставлены два Hermes 450 и два Skylark[24]
- Чили — в декабре 2011 года Андрес Альяманд, министр обороны Чили, официально подтвердил покупку «Гермес-450». Подробности сделки не сообщаются. БПЛА будут приняты на вооружение в 2013 году.[25]

## Боевое применение

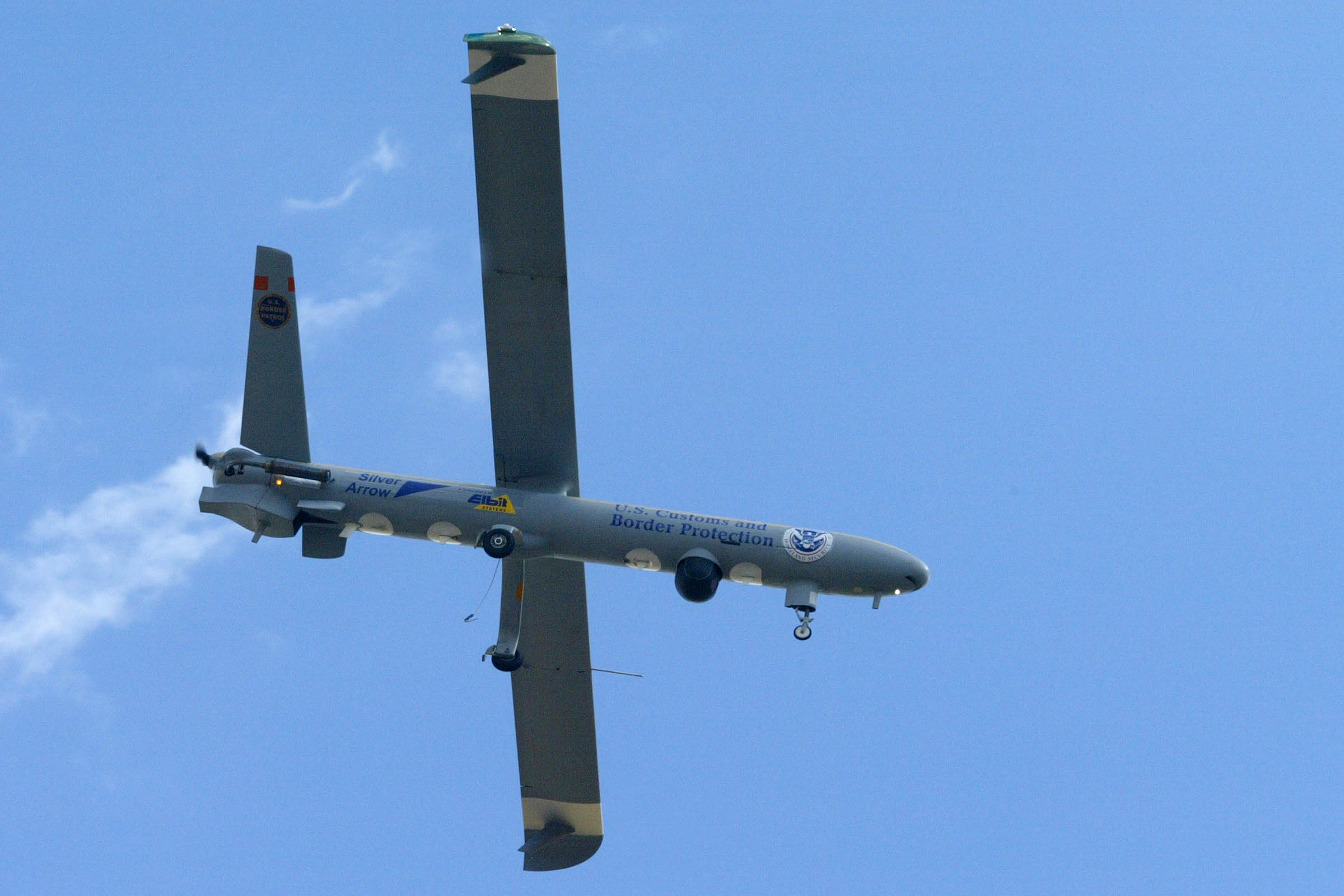
Hermes 450 Таможенно-пограничной службы США, 2004 год.

Данный многоцелевой БПЛА предназначен для ведения наблюдения, патрулирования с воздуха, разведки и поддержки коммуникаций в полевых условиях.
По некоторым данным может нести ракеты «воздух-земля» и использовался израильтянами для «точечного» уничтожения лидеров палестинских боевиков.

### Абхазия
- 18 марта 2008 года — в воздушном пространстве Абхазии, в районе населенного пункта Приморское был сбит беспилотный летательный аппарат «Гермес 450» (бортовой номер 551), принадлежавший МВД Грузии[14].
- 20 апреля 2008 года — в воздушном пространстве Абхазии, в районе населенного пункта Гагида был сбит беспилотный летательный аппарат «Гермес 450» (бортовой номер 553), принадлежавший МВД Грузии[14]. Грузинская сторона заявила, что БПЛА был уничтожен российским МиГ-29, взлетевшим с аэродрома Гудаута. Российские официальные лица отвергли такую возможность, а Абхазия заявила, что победа была одержана самолётом L-39 национальных ВВС[27]. 26 мая Миссия ООН по наблюдению в Грузии опубликовала отчёт, основанный на грузинских данных, в котором предположила о возможной достоверности грузинской версии событий и классифицировала атаковавший самолёт, запечатлённый на сделанной БПЛА видеозаписи, как МиГ-29 или Су-27.[28]

### Нагорный Карабах
В ходе боевых действий в Карабахе было сбито 2 азербайджанских БПЛА. Один из них был сбит 12 сентября 2011 года.

### Иран
В конце августа 2014 года над военными объектами Ирана ракетой «земля-воздух» был сбит азербайджанский БПЛА Hermes 450.

### Ливан
Применялся израильской армией на территории Ливана в 2006 году. В ходе войны израильская авиация потеряла 3 БПЛА «Гермес».

## Интересные факты
Беспилотник «Hermes 450», который являлся частью системы безопасности Кубка Конфедераций 2013, проводил съемку над национальным стадионом Бразилии имени Манэ Гарринчи в Рио-де-Жанейро, где проходил матч Бразилия — Япония и записал гол форварда сборной Бразилии Неймара. Беспилотник находился в небе над стадионом 9 часов. Видеозапись была опубликована на сайте бразильских ВВС, которым поручена охрана воздушного пространства над стадионом во время игр. Операторы, управляющие беспилотником, прошли курс специальной подготовки в Израиле.